# Spichlerz Kuźnia
Spichlerz Kuźnia – spichlerz na Wyspie Spichrzów w Gdańsku przy ulicy Żytniej, zbudowany w XVI wieku. Zachowane ruiny spichlerza od 1959 roku widnieją w rejestrze zabytków. Sąsiaduje ze spichrzem Arka Noego.